# リチャード・エッジカム (初代エッジカム男爵)

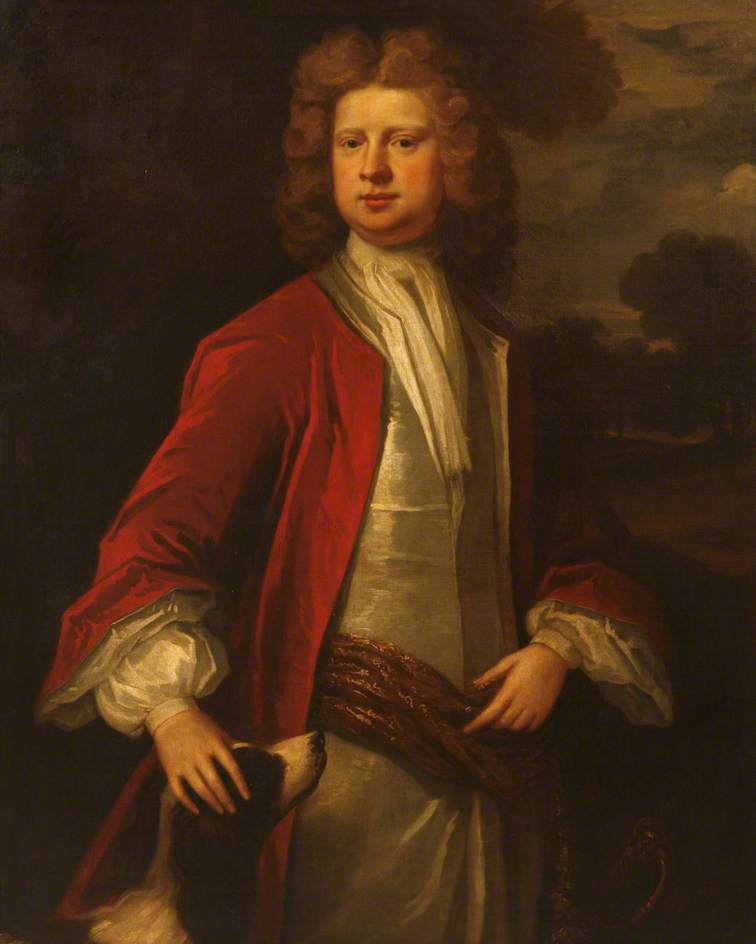
ゴドフリー・ネラーによる肖像画

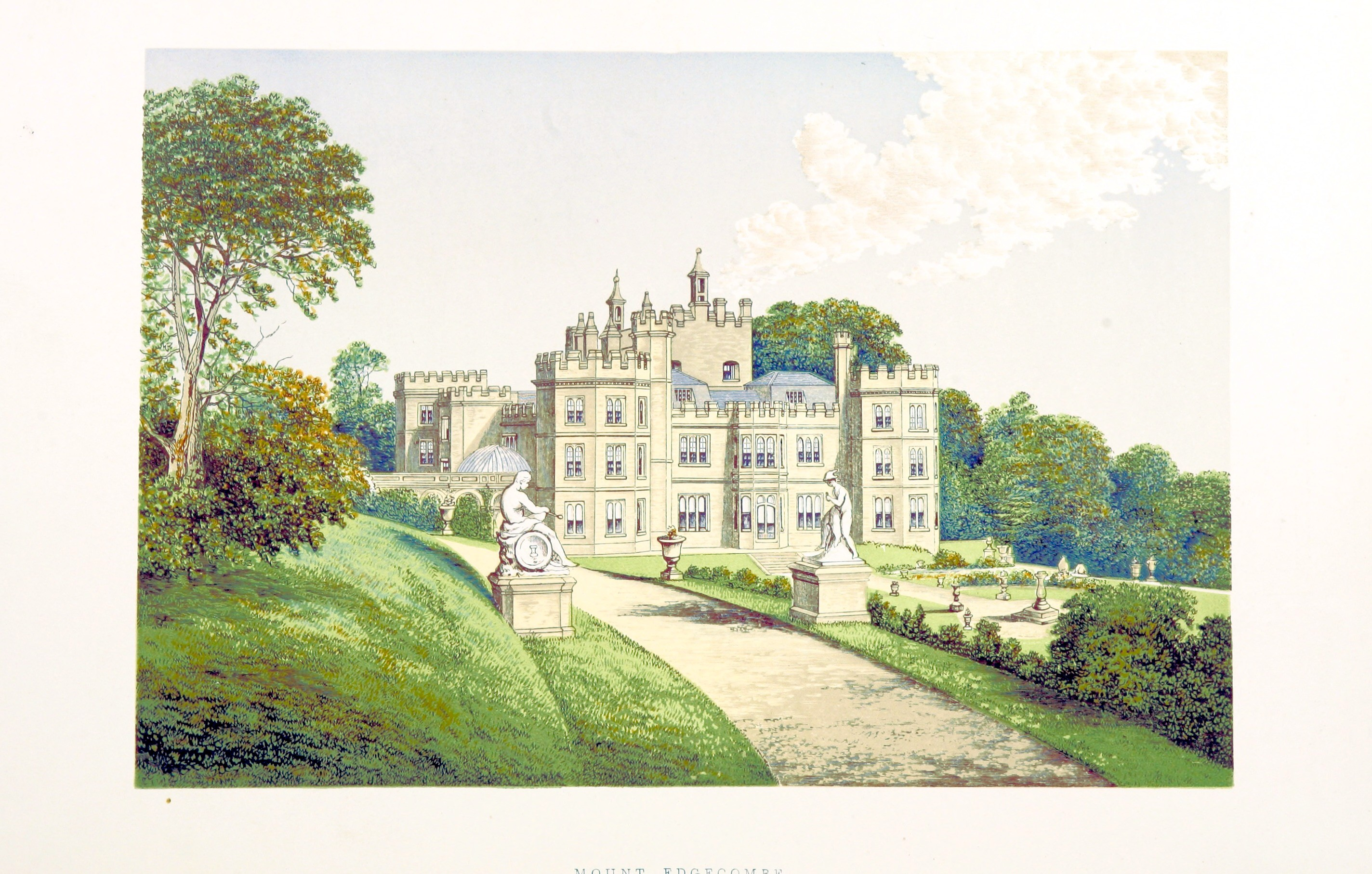
マウント・エッジカム・ハウス、1869年作。

初代エッジカム男爵リチャード・エッジカム（英語: Richard Edgcumbe, 1st Baron Edgcumbe PC PC (Ire)、1680年4月23日 – 1758年11月22日）は、イギリスの政治家。1701年から1742年まで庶民院議員を務めた後、エッジカム男爵に叙された。

## 生涯
サー・リチャード・エッジカムとアン・モンタギュー（初代サンドウィッチ伯爵エドワード・モンタギューの娘）の間で生まれた。1697年5月25日にケンブリッジ大学トリニティ・カレッジに入学、1698年にM.A.の学位を修得した。
1701年6月にコーンウォール選挙区の補欠選挙で当選したが、議会が閉会したため任期中に登院することはなく、続く1701年11月イングランド総選挙ではセント・ジャーマンズ選挙区に鞍替えして当選、1702年イングランド総選挙ではプリンプトン・アール選挙区に移った。以降1734年イギリス総選挙でプリンプトン・アール選挙区とロストウィシアル選挙区で同時当選し、ロストウィシアル選挙区の議員として登院することを選ぶまでプリンプトン・アール選挙区の議員を務めた。1741年イギリス総選挙では再びプリンプトン・アール選挙区の議員になったが、1742年にエッジカム男爵に叙され庶民院を離れることとなった。
1716年から1717年までと1720年から1724年までの2度にわたって下級大蔵卿を務め、1724年から1742年までアイルランド大蔵卿を、1742年12月から1758年までランカスター公領大臣を務めた。ホイッグ党の首相サー・ロバート・ウォルポールを常に支持し、総選挙では与党側としてコーンウォールの選挙区を担当した。そのため、1742年の叙爵の裏にはウォルポールの政府機密費流用（ウォルポールは政府機密費を選挙経費に流用した）について証言させないという理由もあった。ほかには1734年にイギリスとアイルランドの枢密顧問官に任命され、1734年から1737年まで錫鉱区長官を務めた。
1758年11月22日に死去、息子リチャードが爵位を継承したが、リチャードが1761年に未婚のまま死去するとその弟ジョージが爵位を継承した。
米国ノースカロライナ州エッジコム郡の名前は初代エッジカム男爵に由来する。

## 家族
1715年3月12日、初代準男爵サー・ヘンリー・ファーニーズの娘マティルダ（1721年没）と結婚した。2人は3男をもうけ、うち1男が夭折した。
- リチャード（英語版）（1716年 – 1761年） - 第2代エッジカム男爵
- ジョージ（英語版）（1720年 – 1795年） - 第3代エッジカム男爵、1781年にマウント・エッジカム子爵に叙爵、1789年にマウント・エッジカム伯爵に叙爵